# Không gian ngoài thiên thể
Không gian ngoài thiên thể là khoảng không gian nằm giữa các thiên thể trong đó có Trái Đất. Nó không hoàn toàn trống rỗng mà chứa một mật độ thấp các hạt vật chất: chủ yếu là dạng plasma của hydro và heli, cũng như các bức xạ điện từ, từ trường, và neutrino. Nhiệt độ cơ sở được thiết lập từ bức xạ nền vũ trụ từ Vụ Nổ Lớn, là 2,7 kelvin (−270,45 °C).

## Không gian liên sao

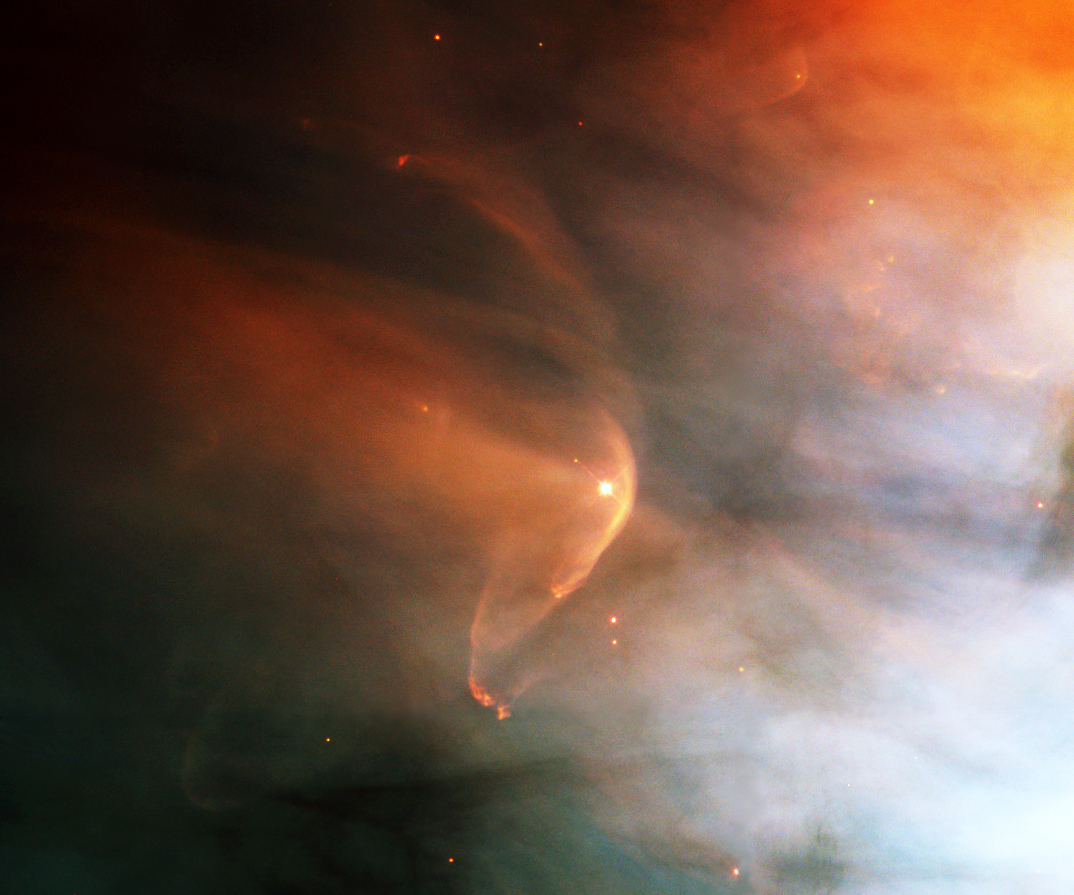
Vòm va chạm (bow shock) do từ quyển của ngôi sao trẻ LL Orionis (giữa) vào lúc nó va chạm dòng chảy của Tinh vân Lạp Hộ

Không gian liên sao là không gian ở trong thiên hà không có ngôi sao hoặc hệ hành tinh. Môi trường liên sao nằm trong không gian liên sao theo định nghĩa. Mật độ vật chất trung bình ở vùng này vào khoảng 106 hạt trên m³, nhưng mật độ này có thể từ vào khoảng 104 – 105 ở các vùng vật chất rải rác cho đến vào khoảng 108 – 1010 trong một tinh vân tối. Các vùng hình thành ngôi sao có thể tới mật độ 1012 – 1014 hạt trên m³ (so sánh với mật độ khí quyển của Trái Đất tại mực nước biển chỉ tới vào khoảng 1025 hạt trên m³) Gần 70% của khối lượng của môi trường liên sao là nguyên tử hydro đơn độc. Môi trường này cũng có nguyên tử heli cũng như vết nguyên tử nặng hơn được hình thành theo tổng hợp hạt nhân tinh tú (stellar nucleosynthesis). Các nguyên tử này có thể bị gió sao phát ra môi trường liên sao, hoặc có thể bị một ngôi sao chín bắt đầu lột vỏ ngoài, giống như khi tinh vân hành tinh được tạo thành. Vụ nổ tai biến của siêu tân tinh gây một sóng xung kích mở rộng bao gồm các chất bị phát ra cũng như bức xạ vũ trụ thiên hà.
Nhiều phân tử tồn tại trong không gian liên sao, cũng như các hạt bụi nhỏ xíu 0,1 micrômét (3,9×10−6 in). Số phân tử được khám phá do thiên văn vô tuyến đang tăng lên từ từ vào khoảng mỗi năm bốn loại mới.